# PL.2012+
PL.2012+ Sp. z o.o. (do 31 grudnia 2012 pod nazwą PL.2012 Sp. z o.o.) – spółka celowa Skarbu Państwa podlegająca Ministrowi Aktywów Państwowych, utworzona w 2007 na mocy ustawy o przygotowaniu finałowego turnieju Mistrzostw Europy w Piłce Nożnej UEFA EURO 2012.

## Historia
Rozpoczęła funkcjonowanie w lutym 2008. W latach 2008–2012 wykonywała działania koordynacyjne i kontrolne związane z przygotowaniami do Euro 2012, realizowanymi przez stronę publiczną, zaś od 2013 zarządza Stadionem Narodowym im. Kazimierza Górskiego w Warszawie.
Realizowała swoje działania na podstawie tzw. „Mapy Drogowej”, czyli precyzyjnego planu działań we wszystkich obszarach przygotowań kraju do turnieju. W realizację poszczególnych projektów i zadań zaangażowanych było ponad 170 podmiotów w całym kraju, a ich działania były koordynowane w imieniu Ministra Sportu i Turystyki poprzez spółkę. Koordynowała i kontrolowała także ponad 200 projektów organizacyjnych związanych z organizacją mistrzostw, min. w obszarach bezpieczeństwa, opieki medycznej i ratownictwa, organizacji transportu, wolontariatu oraz jakości obsługi gości. Całkowicie poza zakresem jej działań pozostały natomiast kwestie dotyczące organizacji sportowej turnieju m.in. obsługa i zakwaterowanie piłkarzy w Polsce, przygotowanie i organizacja 15 meczów turniejowych na stadionach w Polsce. Odpowiedzialność za te działania otrzymał powołany przez PZPN na zlecenie UEFA Lokalny Komitet Organizacyjny UEFA EURO 2012 (Euro 2012 Polska).
1 stycznia 2013 nastąpiła zmiana nazwy spółki na PL.2012+. Jednocześnie tego dnia została ona oficjalnie operatorem Stadionu Narodowego w Warszawie.

## Siedziba
Siedzibą spółki było początkowo Centrum Olimpijskie w Warszawie. Po zakończeniu piłkarskich Mistrzostw Europy siedzibę przeniesiono na teren Stadionu Narodowego im. Kazimierza Górskiego w Warszawie, siedziba mieści się w budynku dawnych szatni Stadionu Dziesięciolecia tzw. pawilonie sportowo-administracyjnym od strony ul. Ryszarda Siwca.

## Prezesi spółki
- Marcin Herra (2008–2014)[4]
- Tomasz Półgrabski (2014–2015)[5]
- Jakub Opara (2015–2018)[6]
- Alicja Omięcka (2018–2019)[7]
- Włodzimierz Dola (2019–2024)[8][9]
- od marca 2024 spółka posiada zarząd składający się z dwóch członków zarządu (Adama Soroko oraz Bartosza Kusiora), bez wskazania prezesa zarządu lub p.o. prezesa zarządu[9][10]

## Działalność
Przygotowania do Euro 2012 w Polsce były koordynowane przez PL.2012, spółkę celową Ministerstwa Sportu i Turystyki. W ich ramach spółka współpracowała ze 173 partnerami. Nigdy wcześniej w żadne działania przygotowawcze i organizacyjne nie była w Polsce zaangażowana tak duża liczba instytucji.
Zapewnieniu skuteczności i efektywności (w tym kosztowej) polskich przygotowań do UEFA EURO 2012TM, służył kompleksowy i szczegółowy plan działań zwany Mapą Drogową. Był to dokument określający w sposób precyzyjny projekty, zadania, kamienie milowe oraz instytucje odpowiedzialne za realizację poszczególnych elementów przygotowań kraju do Euro 2012 w ramach 8 programów:
- program nr 1 – koordynacja, zarządzanie i kontrola przygotowań infrastrukturalnych (stadiony, drogi, koleje, lotniska, hotele, centra pobytowe, telekomunikacja, infrastruktura miejska).
- program nr 2 – koordynacja, zarządzanie i kontrola procesów obsługi na lotniskach.
- program nr 3 – koordynacja, zarządzanie i kontrola procesów przewozu z użyciem transportu lądowego (drogowego i kolejowego).
- program nr 4 – koordynacja zapewnienia bezpiecznych warunków dla przeprowadzenia Turnieju (bezpieczeństwo prywatne i publiczne/opieka medyczna i ratownictwo).
- program nr 5 – koordynacja jakości obsługi gości i kibiców.
- program nr 6 – koordynacja współpracy z Ukrainą.
- program nr 7 – koordynacja profesjonalnego partnerstwa z UEFA oraz spółkami zależnymi UEFA.
- program nr 8 – koordynacja przygotowań i realizacji jednolitego planu działań promocyjnych przed Turniejem wpływających na postrzeganie kraju.

Cały proces przygotowań był oparty na nowoczesnym systemie zarządzania projektowego Project Portfolio Managament (PPM), będący najwyższym światowym standardem w zakresie zarządzania przygotowaniami do dużych imprez sportowych.
System pozwalał nie tylko na ciągły monitoring statusu realizacji poszczególnych projektów i zadań, ale także na precyzyjne określanie ryzyk dla każdego z działań i inwestycji prowadzonych w ramach przygotowań.
Minister sportu i turystyki poprzez Spółkę PL.2012:
- koordynuje opracowanie koncepcji oraz planów wraz z koordynacją wdrożenia;
- realizuje działania kontrolne pozwalające na ocenę statusu przygotowań i występujących ryzyk;
- zapewnia integrację działań cząstkowych w programach realizowanych przez poszczególne instytucje, wpływając na osiągnięcie zamierzonych celów w określonym czasie;
- zapewnia integrację programów, w tym wprowadza jednolite zasady zarządzania projektowego;
- przenosi wymagania UEFA na polskie uwarunkowania, a poprzez zasoby eksperckie zapewnia ich skuteczną implementację w Polsce;
- zapewnia jednolite raportowanie i komunikację z UEFA oraz zapewnia jednolite, spójne raportowanie w kraju.

Spółka PL.2012 od 2010 r. realizowała III etap przygotowań Polski do UEFA EURO 2012TM, w którym najważniejszymi elementami jest praca koordynacyjna z kilkudziesięcioma instytucjami w zakresie powyższych 8 programów przygotowań oraz kontrola wybranych przedsięwzięć.